# Schuylerville
Schuylerville és una població dels Estats Units a l'estat de Nova York. Segons el cens del 2000 tenia 1.197 habitants.

## Demografia
Segons el cens del 2000, Schuylerville tenia 1.197 habitants, 536 habitatges, i 303 famílies. La densitat de població era de 872 habitants per km².
Dels 536 habitatges en un 25,7% hi vivien nens de menys de 18 anys, en un 40,1% hi vivien parelles casades, en un 13,4% dones solteres, i en un 43,3% no eren unitats familiars. En el 35,6% dels habitatges hi vivien persones soles el 14,2% de les quals corresponia a persones de 65 anys o més que vivien soles. El nombre mitjà de persones vivint en cada habitatge era de 2,21 i el nombre mitjà de persones que vivien en cada família era de 2,92.
Per edats la població es repartia de la següent manera: un 22,8% tenia menys de 18 anys, un 7,4% entre 18 i 24, un 29,2% entre 25 i 44, un 24,1% de 45 a 60 i un 16,4% 65 anys o més.
L'edat mediana era de 38 anys. Per cada 100 dones de 18 o més anys hi havia 83 homes.
La renda mediana per habitatge era de 30.799 $ i la renda mediana per família de 37.083 $. Els homes tenien una renda mediana de 31.667 $ mentre que les dones 24.926 $. La renda per capita de la població era de 18.664 $. Entorn del 9,2% de les famílies i l'11,7% de la població estaven per davall del llindar de pobresa.